# RENFE-Baureihe 730
Als Baureihe 730 bezeichnet die spanische Eisenbahngesellschaft Renfe eine Serie von 15 umspurbaren Hochgeschwindigkeitszügen, die elektrisch und mit zusätzlichen Dieselgeneratoren auch auf nicht elektrifizierten Strecken verkehren können. Die durch ein Konsortium von Talgo und Bombardier aus der Baureihe 130 umgebauten Züge werden auch als Talgo 250 Hybrid oder als Talgo 250 H bezeichnet.

## Technik
Jeder Zug besteht aus zwei Triebköpfen, zwei technischen Endwagen und neun Zwischenwagen der Bauart Talgo 7. Jeder der beiden technischen Endwagen enthält einen Zwölfzylinderdieselmotor von MTU Friedrichshafen, der über einen Generator die Leitungen der Zugsammelschiene mit elektrischer Energie versorgt, aus der die Fahrmotoren des jeweils benachbarten Triebkopfes gespeist werden.
Wie bereits in den Fahrzeugen der Baureihe 130 sind Leitungen der Zugsammelschiene doppelt vorhanden. Sie dienen im Gleichstrombetrieb bei Betrieb unter Fahrleitung der Traktionsenergieversorgung des vorderen Triebkopfes, so dass in der Regel nur am hinteren Triebkopf der Stromabnehmer gehoben ist. Im Dieselbetrieb wird eine der beiden Leitungen für den Rückstrom vom Triebkopf zum Generator genutzt, so dass kein Traktionsstrom durch die Fahrschienen fließen muss.
Obwohl die Bezeichnung Hybrid verwendet wird, erfüllt der Zug nicht die Definition für Hybridfahrzeuge. Diese fordert neben unterschiedlichen Antriebsenergien auch unterschiedliche Energiespeicher. Somit handelt es sich bei diesem Zug um einen Zweikrafttriebzug.
Die Züge erreichen wie die ursprünglichen Einheiten der Reihe 130 unter 25 kV Wechselspannung eine Höchstgeschwindigkeit von 250 km/h und unter 3 kV Gleichspannung 220. Im Dieselbetrieb sind 180 km/h möglich. Die Umspurbarkeit entspricht ebenfalls der Ursprungsbauart, die Züge können Umspuranlagen mit einer Geschwindigkeit von 15 km/h passieren.
Die Züge haben 216 Sitzplätze in der Wagenklasse Turista (zweite Klasse) und 48 in Preferente (erste Klasse). Die Wagen 2 und 3 sind Preferente, der Wagen 4 ist das Bord-Bistro mit zwei Laufwerken, die übrigen Wagen sind Turista. Zwei Plätze in Preferente sind mit Rollstühlen zugänglich. Durch den Entfall der Talgo-Personenendwagen wurde das Platzangebot gegenüber der Ursprungsversion geringer.

### Umbau
Die Züge entstanden durch Umbau von Einheiten der Baureihe 130 mit den Nummern 130 0xx, sie wurden unter Beibehaltung der Ordnungsnummern in die Reihe 730 0xx umbezeichnet (730 011 bis 025).
Beim Umbau wurden die vorhandenen Talgo-Endwagen durch neu gebaute technische Endwagen ersetzt. Diese stützen sich auf dem benachbarten Talgo-Wagen ab, wegen der höheren Masse durch das Dieselgeneratoragregat läuft das dem Triebkopf zugewandte Ende auf einem Drehgestell. Dieses entspricht einem Triebdrehgestell eines Triebkopfes ohne Fahrmotoren. Weiterhin musste die Software der Triebköpfe für den Dieselbetrieb und den Wechsel der Betriebsarten angepasst werden. Die Brandmeldeanlage der Triebköpfe wurde von Rauch- auf thermische Melder umgestellt, um zu verhindern, dass Abgase der Dieselmotoren Fehlalarm in den Triebköpfen auslösen.

## Geschichte

### Beschaffung
Im Juni 2009 beschrieb der spanische Verkehrsminister José Blanco López erstmals die Absicht, Zweikraft-Hochgeschwindigkeitszüge zu bauen, die im Hochgeschwindigkeitsverkehr zwischen den galicischen Städten Santiago de Compostela und Vigo eingesetzt werden sollen. Am 29. Dezember desselben Jahres wurde die Unterzeichnung eines Vertrages über 73 Millionen Euro zwischen der Renfe und dem Hersteller-Konsortium aus Talgo und Bombardier bekannt gegeben, der den Umbau von 15 Zügen der RENFE-Baureihe 130 umfasst, so dass diese auch auf Strecken ohne Fahrleitung verkehren können.

### Betrieb
Die Züge gingen Ende 2012 in Betrieb, sie werden auf Verbindungen von Madrid in die Regionen Galicien und Murcia eingesetzt. Seit Sommer 2011 fanden Testfahrten statt.

## Unfall
Am 24. Juli 2013 verunglückte der Zug Alvia 4155 mit dem Triebzug 730 012 um 20.42 auf der Fahrt von Madrid nach Ferrol in einem engen Bogen drei Kilometer vor Santiago de Compostela. Dabei entgleiste der Triebzug vollständig, es starben 79 Personen.